# Marknadssegmentering
Marknadssegmentering innebär att dela upp marknaden i mindre delar, segment, efter olika variabler, såsom demografiska, geografiska, beteendebaserade och psykografiska. Den används för att identifiera målgrupper och planera marknadsföring utifrån olika faktorer. Det finns ingen generell lösning på hur dessa variabler ska användas utan en kombination av flera får prövas fram för att uppnå önskad effekt. Målet är att skapa ett så högt kundvärde som möjligt genom att använda så lite resurser som möjligt. Företag vill inte lägga resurser på marknadsföring mot kunder som inte handlar, utan istället fokusera på att skapa erbjudanden mot kunder som ger ett värde tillbaka till företaget.
Att dela upp marknaden i flera segment effektiviserar marknadsföringsstrategierna eftersom varje kund träffas med marknadsföring som fyller deras behov. Effektiv segmentering är när man bedömer om ett segment uppfyller vissa krav som mätningsbart, tillgängligt, väsentligt, differentierbart, genomförbart. Ett effektivt sätt att ta vara på en marknadssegmentering är att ett företag inte marknadsför samma produkt till alla kunder, så kallad massmarknadsföring. Istället marknadsför de specifika produkter till specifika målgrupper. Ett exempel på detta är inom klädbranschen där medelhavsländer har ett större behov av luftiga och tunna kläder medan skandinaviska länder med lite kyligare klimat har ett större behov av varma och tåliga kläder. Hade ett globalt företag riktat samma marknadsföring till båda segmenten så hade försäljningen med allra största sannolikhet hämmats.

## Segmenteringsvariabler

### Demografisk segmentering
Demografisk segmentering är ett verktyg för företag att dela upp marknaden i segment utifrån ålder, kön, familjesituation, inkomst, yrke, utbildning, etnicitet och generation. En av de största fördelarna med demografisk segmentering är att det är lätt för företaget att få fram information om konsumenterna eftersom deras behov, önskemål och användande ofta liknar varandra inom en demografisk grupp. 
I en demografisk segmentering kan målgruppen delas upp i ålderssegment och för att nå ungdomar kan företag använda sociala medier då det träffar en stor del av målgruppen medan pensionärer generellt nås bättre via tidningsartiklar.

### Ålder och livscykel
Konsumenters behov och önskemål ser olika ut beroende på var i livet de befinner sig. Företagen måste därför anpassa både sina produkter och sin marknadsföring utifrån var konsumenten befinner sig i livscykeln för att attrahera rätt segmenteringsvariabel. Till exempel kan företag använda sociala medier för att nå ungdomar, medan pensionärer generellt nås bättre via tidningsartiklar.[8] Vid ålders- och livscykelsegmentering är det viktigt att undvika generalisering. Företag kan inte anta att behovet ser likadant ut inom en grupp 80-åringar då det finns flera faktorer än ålder och livscykel som spelar in, däribland hälsa och köpkraft.

### Kön
Företag marknadsför sig ofta olika inom en produktgrupp beroende på om de vill attrahera konsumenter av det manliga eller kvinnliga könet. Detta blir bland annat tydligt inom kosmetika där företag i regel anpassar både produkt, paketering och reklam utifrån den tilltänkta gruppens behov och önskemål inom området.

### Inkomst
Företag inom bil-, kläd-, och resebranschen har länge använt sig av inkomstsegmentering för att nå rätt målgrupp. Exempelvis försöker vissa företag nå mer välbärgade kunder genom att erbjuda lyxiga produkter och förenklande service. På samma sätt finns det företag som riktar sig mot andra grupper genom budgetalternativ.

### Geografisk segmentering
Geografisk segmentering är när företag delar upp marknaden i olika geografiska enheter så som länder, regioner och stad-landsbygd. Företaget kan själv välja om det vill fokusera på en eller flera olika geografiska enheter.
Små företag som har en begränsad budget fokuserar då på ett avgränsat område med hjälp av geografisk segmentering.

### Beteendebaserad segmentering
Beteendebaserad segmentering beskriver levnadsförhållanden och levnadsstandard. Det kan röra sig om vad kunder har för kunskaper, attityder, eller hur ofta en produkt används, med mera. Variablerna är användningssituationer, fördelar, användarstatus, lojalitetsstatus, köpbenägenhet och attityd.

#### Tillfällessegmentering
Tillfällessegmentering delar in marknaden i segment beroende på tillfällen då köparen får idén att köpa, genomför köpet och använder den köpta produkten. De flesta konsumenterna som dricker apelsinjuice gör det till frukost men apelsinodlarna vill att man ska dricka apelsinjuice under hela dagen som en hälsosam och uppfriskande dryck. Temadagar såsom farsdag och morsdag använder företag som tillfällen för att framhäva produkter som är karaktäristiska för högtiden, genom specialerbjudanden på choklad, blommor och andra presenter. Ett annat exempel är Coca Colas “Good Morning”-kampanj som togs fram för att öka konsumtionen av Diet Coke på morgonen, där företaget erbjöd något som var kallt och uppfriskande till frukosten eller på väg till jobbet.

#### Fördelssegmentering
Fördelssegmentering delar in marknaden i segment enligt olika fördelar som konsumenter söker i en produkt. Företag använder fördelssegmentering i deras strävan att erhålla information av kunderna vilka fördelar de söker hos en produktklass. Varje segment söker att få en egenartad mix av fördelar. Företaget som uppfann huvtröjan, Sport-BH:n och vändbara t-shirts har olika kundbaser med olika fördelsbehov. Kläderna kan delas in i fler grupper där fördelsbehoven är olika. En grupp har ett behov av funktion och stil medan ett annat har ett behov av slitstarka och prisvärda produkter.

### Användarstatus
För att kunna behålla, återfå eller skapa nya kunder måste företag kunna erbjuda det konsumenter söker. Konsumenter kan ändra sina köpvanor av olika anledningar, då är det viktigt för företagen att kunna erbjuda något som fortfarande attraherar konsumenterna.

### Användningsfrekvens
Det är viktigt för företag att ha kvar sina kunder. Därför väljer många företag att ha ett system som belönar de som ofta konsumerar företagets produkter eller tjänster.

### Lojalitetsstatus
För företag är det viktigt att följa hur lojala kunderna är eftersom det ger en bra möjlighet att kunna se vilka svagheter som företaget har gentemot sina konkurrenter.

### Psykografisk segmentering
Den psykografiska segmenteringen är den som går att dela upp i minst antal variabler, detta behöver dock inte betyda att det är den minst värderade segmenteringen. Den psykografiska segmenteringen kan delas upp i marknader baserat på livsstil, personlighet och socialgruppstillhörighet.
Ett exempel på detta är att vissa semesterkryssningar har äventyrssökare som sin målgrupp, medan hotell för barnfamiljer erbjuder lugnare aktiviteter för barn och föräldrar eftersom deras levnadsförhållanden och livsstil bättre passar de behoven. Psykografisk segmentering behandlar vad kunden tänker om produkten.

### Kulturell segmentering
Kulturell segmentering används för att definiera en marknad utifrån kulturellt ursprung. Människor som kommer till ett nytt land tar med sig sin kultur till det nya samhället. Detta påverkar i sin tur de tjänster och produkter som de köper. Denna kunskap kan företag dra nytta av genom att anpassa sin produkt eller marknadsföring till olika marknadssegment och därmed nå en bredare marknad. Kulturella faktorer utgör den bredaste och djupaste påverkan på köpbeteendet. Det inkluderar grundvärderingar, uppfattningar, preferenser och beteende som en person lär sig från sin familj eller andra nyckelinstitutioner. Marknadsförare försöker kontinuerligt att spåra kulturella skiften för att kunna tillfredsställa kunderna på nya sätt. Varje kultur har mindre subkulturer som delar uppfattning baserad på liknande livserfarenheter såsom religioner, nationaliteter.

### Känslomässig segmentering
Känslomässig segmentering sätter kundens känslomässiga behov i fokus. Företag ser på hur kunden vill känna sig när de använder en särskild produkt. De företag som lyckas bäst är de som lyckas skapa stark känslomässig koppling till sina kunder genom att skapa förtroende, god kommunikation och ständigt arbetar för att kunderna ska vara nöjd med den service och kontakt som de får. Känslomässig segmentering har också som mål att skapa en känslomässig reaktion hos konsumenterna, som ska stimulera dem till köp.

## Effektiv segmentering
Med effektiv segmentering menas inom marknadsföring vidare att en säljare ska bedöma om det är värt att spendera tid och resurser på att segmentera, specificera sin marknadsföring och rikta den åt en specifik målgrupp, så måste vissa krav uppfyllas. Dessa krav är:
- Measurable – Mätningsbar. Är det möjligt att mäta segmentet? Vissa segment kan vara svåra att mäta och hitta statistik för. Ett bra exempel på ett segment som är svårt att mäta är den vänsterhänta populationen. Är det värt att göra en produktion för vänsterhandsaxar när det är svårt att mäta hur många vänsterhänta som kommer att handla? [22]
- Accessible – Tillgängligt. Är reklamen tillgänglig för målgruppen? Säljaren utgår från att den inriktade målgruppen rör sig på så sätt att de exponeras av marknadsföringen. Till exempel så marknadsförs en dyr klocka med större sannolikhet i Stockholms innerstad snarare än i ett låg-inkomstsamhälle. [22]
- Substantial – Väsentligt. Är det lönsamt att följa ett visst segment? För att det ska vara lönsamt så måste segmentet tillbringa säljaren tillräckligt stor vinst. Det är till exempel inte effektivt att massproducera en bil som är anpassad med extra utrymme för personer som är över 2 meter långa. Det finns förmodligen inte en tillräckligt stor marknad för att det ska bli lönsamt för säljaren. [22]
- Differentiable – Differentierbar. Segmenten ska reagera olika på marknadsföring. Om medelåldersmän och medelålderskvinnor som är i olika segment, reagerar liknande på reklam för läsk så finns ingen anledning att dela upp dem i olika segment.[22]
- Actionable – Genomförbar. Säljaren måste vara medveten om sina begränsningar. Har säljaren resurser nog till att utföra specifik marknadsföring till olika segment? Om inte så kan det i vissa fall vara mer lönsamt att göra en mer generell marknadsföringsstrategi.[22]

## Segmentering på internationella marknader
En utmaning för företag som agerar på flera kontinenter är att länder som är geografiskt nära varandra kan skilja sig markant ur ett politiskt, ekonomiskt och kulturellt perspektiv . De måste därför bryta ner och segmentera marknaden för att hitta vad som passar ett specifikt land eller region.
Teknologi och internet har möjliggjort för företag att identifiera och ta fram segment utifrån den information konsumenterna lämnar efter sig på internet. Det möjliggör även för företag att identifiera konsumenter som är illojala mot sin demografiska segmentering och därmed skapa nya marknader att rikta sig mot, så kallad cross-market segmentation.